# Parafia św. Mateusza w Lutocinie
Parafia Świętego Mateusza w Lutocinie – parafia rzymskokatolicka należąca do dekanatu sierpeckiego, diecezji płockiej, metropolii warszawskiej.
Została erygowana w 1372. Mieści się przy ulicy Konopnickiej.